# 15884 Maspalomas
15884 Maspalomas este un asteroid din centura principală de asteroizi.

## Descriere
15884 Maspalomas este un asteroid din centura principală de asteroizi. A fost descoperit pe 27 februarie 1997 la Chichibu de Naoto Satō. Asteroidul prezintă o orbită caracterizată de o semiaxă mare de 2,33 ua, o excentricitate de 0,05 și o înclinație de 7,1° în raport cu ecliptica.